# Impasug-ong, Bukidnon
Impasug-ong là một đô thị hạng 1 ở tỉnh Bukidnon, Philippines. Theo điều tra dân số năm 2000, đô thị này có dân số 31.173 người trong 5.718 hộ.

## Các đơn vị hành chính
Impasug-ong được chia thành 13 barangay.
- Bontongon
- Bulonay
- Capitan Bayong
- Cawayan
- Dumalaguing
- Guihean
- Hagpa
- Impalutao
- Kalabugao
- Kibenton
- La Fortuna
- Poblacion
- Sayawan